# Julian Sensley
Julian Alexander Sensley (New Orleans, 18 agosto 1982) è un ex cestista statunitense naturalizzato tedesco.

## Palmarès
- Campione NBDL (2010)